# 구원의 밥상
구원의 밥상은 2015년에 채널A에서 방송되었던 텔레비전 프로그램이다.